# Trigeminisme
El trigeminisme és una arrítmia cardíaca en la qual hi ha un sol batec ectòpic, o batec cardíac irregular, després de cada dos batecs cardíacs regulars o sinusals seguits. El nom ve de tri- (tres) + geminisme (bessó). Per exemple, en el trigeminisme ventricular, dos batecs sinusals seguits van seguits d'una contracció ventricular prematura (CVP o extrasístole ventricular), una pausa, altres dos batecs normals i després una altra CVP. En el trigeminisme auricular, el tercer "bessó" és una contracció auricular prematura (CAP o extrasístole supraventricular).